# Fustigueras
Fustigueras es un monte de 398 metros de altura, situado en la depresión del Ebro, en el municipio de Mequinenza, en la provincia de Zaragoza. En su parte más alta hay un vértice geodésico llamado Fustiguera.